# صموئيل جوردن كابل
صموئيل جوردن كابل هو سياسي أمريكي، ولد في 15 ديسمبر 1756 في مقاطعة ألبمارل في الولايات المتحدة، وتوفي في 4 أغسطس 1818 في Wingina, Virginia ‏ في الولايات المتحدة. نشط حزبياً في الحزب الجمهوري الديمقراطي. وقد انتخب عضو مجلس نواب الولايات المتحدة عن ولاية فرجينيا ‏ وانتخب عضو مجلس النواب الأمريكي ‏.